# 細見大輔
細見 大輔（ほそみ だいすけ、1973年11月23日 - ）は、日本の俳優、ナレーターである。大阪府出身。所属事務所はヘリンボーン。血液型はA型。大阪教育大学附属高等学校天王寺校舎卒業、関西学院大学中退。妻は演劇集団キャラメルボックス所属の前田綾。
有馬自由・有川マコト・瓜生和成と演劇ユニット「ナ・ポリプロピレン」を結成。脚本も担当している。

## 出演

### テレビドラマ
- 研修医なな子（テレビ朝日・1997年）
- きらきらひかる（フジテレビ・1998年）
- 君の手がささやいている 第二章（テレビ朝日・1998年）
- やんちゃくれ（NHK・連続テレビ小説・1998年） - 木田裕司役
- タブロイド（フジテレビ・1998年）
- 巡り会う人々（NHK BS2・1999年） - 原田役
- あぶない放課後（テレビ朝日・1999年）
- P.S. 元気です、俊平（TBS・1999年） - 加賀谷役
- 浪花少年探偵団（NHK教育・ドラマ愛の詩・2000年） - 新藤雅美役
- 柳生十兵衛七番勝負 島原の乱 第6回（NHK・木曜時代劇・2006年） - 大石大学役
- 相棒 Season5 第17話（テレビ朝日・2007年） - カメラマン 栗村一成役
- 柳生十兵衛七番勝負 最後の闘い（NHK・木曜時代劇・2007年） - 伴藤陣十郎役
- トップセールス 第6回（NHK・土曜ドラマ・2008年） - 細谷役
- まいど238号（NHK）
- 桂ちづる診察日録 第7-8回（NHK・土曜時代劇・2010年10月） - 柿田粂次郎役
- シアターテレビジョン「細見大輔の演劇情報局」
- 新選組血風録（2011年） - 新見錦役
- かすてぃら 第2-4回（NHK BSプレミアム・プレミアムドラマ・2013年7月） - 横山役
- 嫌われ監察官 音無一六〜警察内部調査の鬼〜5（2018年） - 涌井刑事 役

### 映画
- 緑の街（1997年）
- 筆子・その愛 -天使のピアノ-（2007年） - 小鹿島果役

### アニメ
- 家庭教師ヒットマンREBORN!（幻騎士/猿 役）
- capeta（新河英樹 役）
- C（三國壮一郎 役）
- 遊☆戯☆王5D's（不動博士 役）
- クッキンアイドル アイ!マイ!まいん!（デビッド・シルクハット 役）
- つり球（井上歩 役）
- ガッチャマン クラウズ（O・D 役[1]）
- ガッチャマン クラウズ インサイト（O・D 役[2]）
- GRANBLUE FANTASY The Animation（騎空士 役）
- 劇場版モノノ怪　唐傘（坂下役）

### アプリ
- ノベルアプリ『RENT HEAD』（久留米ソルト[3]）

### 吹き替え
- ザ・クラウン シーズン2（初代スノードン伯爵 役〈マシュー・グード〉[4]）

### ラジオドラマ
- これは王国のかぎ（NHK-FM・青春アドベンチャー、ハールーン 役）
- 赤と黒（NHK-FM・青春アドベンチャー、タレール伯爵 役）
- ラジオ劇団『小さな奇跡』（TOKYO FM）
- NHK青春アドベンチャー『魔岩伝説』（遠山影元 役）
- NHK青春アドベンチャー『いまはむかし〜竹取異聞〜』(佐伯弥吹 役）
- NHK-FM 青春アドベンチャー『旅猫リポート』（ナナ 役）
- NHK-FM 青春アドベンチャー『羽州ぼろ鳶組シリーズ』（下村彦右衛門 役）
- NHK-FM 青春アドベンチャー『扉を開ければそこは』(脚本、出演)
- NHK-FM 青春アドベンチャー『ようこそ喫茶トマリギへ』(脚本)

### 舞台
- 『風の砦』（2002年、明治座） - 運平役
- 『ルネッサンス』（2003年、トレランス) - ラファエロ役
- 『3P』(2003年、東京ハートブレイカーズ)
- 『空洞満月』(2003年、クレネリゼロファクトリー)
- 『コミック・ポテンシャル』（2004年、加藤健一事務所) - アダム役
- 『Deep Forest』（2005年、G-up presents) - 男役
- 『パリアッチ』(2005年、クリオネプロデュース)
- 『Fiendship』（2006年） - 野本役
- 『ゼリーの誘惑』(2007年、東京ハートブレイカーズ) - 斉藤・絵里役
- 『夏の夜の夢』(2007年・2009年、新国立劇場主催) - ライサンダー役
- 『三文オペラ』(2007年) - ジェイコブ役
- 『サムライモード』(2008年、*pnish*)
- 『山の巨人たち』(2008年、新国立劇場プロデュース)
- 『ソラヲカゾエル』(2008年、G-up)
- 『ネジと紙幣』(2009年) - 輝樹役
- 『Birthday!』(2009年、G-up)
- 『センセイの鞄』　(2010年) - 小島・ヤスダ役
- 『俺達の鉄壁』(2010年、東京ハートブレイカーズ)
- 『吸血鬼』(2010年、PARCO劇場) - 菊池顕役
- 『ミラクルと僕とタンバリン』(2010年、クンジードー特別企画)
- 『サンタクロースの作り方』(2010年、G-up)
- 『セトとハトホル』(2011年)
- 『幽霊たち』(2011年)
- 『ドールハウス』(2011年)
- 『少年探偵団』(2011年)
- 『幻蝶』(2012年)
- 『高き彼物』(2012年、ala Collectionシリーズ) - 片山仁志役
- 『8月31日〜夏休み最後の日〜』(2012年、松任谷由実40th)
- 『助太刀屋助六 外伝』(2012年)
- 『旅猫リポート』(2013年、スカイロケット) - ナナ/ハチ役
- 『秋の蛍』(2013年、ala Collectionシリーズ)
- 『けんかとにおい』(2014年、劇団ジュークスペース)
- 『悪名～The Badboys Return！』（2014年・2015年再演）
- 『じゃのめ』(2014年、西瓜糖）
- 『華の棺』(2014年、クロジ (劇団)）
- 『ショーシャンクの空に』(2014年・2015年）
- 『魔王 JUVENILE REMIX［舞台版］』(2015年、*pnish*） - 岩西役
- 『愚かもの梶鉄』（2015年、グループK 番外公演 直也の会 合同企画）
- 『パビリオンの星空』（2015年、クロジ (劇団)）
- 『ディストピア西遊記』（2015年、スーパーエキセントリックシアター）
- 『想いはブーン』（2015年、小松台東）
- 『冬のかがり火』（2015年・2016年、音楽絵本）
- 『マハゴニー市の興亡』（2016年）
- 『スペーストラベロイド』（2016年、WBB）
- 『大悪名～The Badboys Last Stand!～』(2017年)  - ジロー/福原一家の子分役
- 『私を殺して...』(2017年、東京ハイビーム・四谷天窓提携企画ロングラン公演) - 主演：男役(久下恭平・宮原将護・本家徳久とクワトロキャスト)
- 『BOSS CAT』（2018年）
- 『7Days Judgement -死神の精度-』（2018年） - 青山（死神）役
- 『妖怪アパートの幽雅な日常』（2019年） - 骨董屋 役
- WBB plus『ギャングアワー  』(2019年)
- 音楽劇 『アルトゥロ・ウイの興隆』（2020年、神奈川芸術劇場）
- 『Mogut』(2021年)
- クロジ『白い雪と赤い華』(2021年)
- 音楽劇 『アルトゥロ・ウイの興隆』再演(2021年-2022年)
- Sound Fantasy 朗読劇『月世界旅行』(2022年)
- 「僕のヒーローアカデミア」The "Ultra" Stage 平和の象徴(2022年) - オールフォーワン役
- WBB『バンクパック』(2022年)
- 舞台「鬼滅の刃」其ノ参 無限夢列車 - 煉獄槇寿郎 役
- 『 バックステージオンファイア』(2022年)
- 音楽劇『逃げろ！』 ～モーツァルトの台本作者　ロレンツォ・ダ・ポンテ～(2023年)
- 『ホロー荘の殺人』(2023年)
- Story Rocking『ピーチ』 〜芥川龍之介「桃太郎」より〜（2023年、シアター1010 / 梅田芸術劇場シアター・ドラマシティ） - ルカ・モンチ 役[5]
- 『刀剣乱舞』陸奥一蓮（2024年） - 母禮 役[6]
- 『ゼロ時間へ』（2024年）[7]
- 『近松忠臣蔵』（2025年） - 吉良上野介義央 役[8]
- Reading Rock トラベルショー『ガリバー』（2025年） - ヘンダーソン 役[9]
- Reading Rock トラベルショー『月世界旅行』（2025年） - ミシェル・アルダン 役[9]
- 『忘却バッテリー』（2025年公演予定） - 岩崎勤 役[10]

#### ナ・ポリプロピレン
- 『ブレーメン』(2011年) - 脚本も兼任
- 『ブレーメンの怪人』(2012年) - 脚本も兼任
- 『ナツメ』(2013年) - 脚本も兼任
- 『さよならブレーメン』(2015年)
- 『昭和ブレーメン』(2016年) - 脚本も兼任
- 『色は匂へど散りぬるを ジョリージョリーに花は咲く 乙女の姿しばしとどめむ』(2018年)-脚本も兼任

#### 演劇集団キャラメルボックス
太字は主演作品
- 『レインディアエクスプレス』（1995年、騎一郎）
- 『ハックルベリーにさよならを』（1996年、コーキチくん）
- 『風を継ぐ者』（1996年、三鷹銀大夫/2001年、立川迅助） - 1996年三鷹銀太夫役は大内厚雄とダブルキャスト
- 『不思議なクリスマスの作り方』（1996年、ライナス） - 菅野良一とダブルキャスト
- 『あなたが地球にいた頃』（1997年、岸田さん) - 西川浩幸とダブルキャスト
- 『嵐になるまで待って』（1997年、広瀬教授/2002年、幸吉/2008年、波多野） - 1997年広瀬教授役は西川浩幸とダブルキャスト
- 『サンタクロースが歌ってくれた』（1997年、監督） - 今井義博とダブルキャスト
- 『俺達は志士じゃない』（1998年、清之助/2006年、竹）
- 『怪傑三太丸』（1999年、有吉先生）
- 『また逢おうと竜馬は言った』（2000年、小久保課長）
- 『クローズユアアイズ』（2000年、芥川龍之介）
- 『Mr.Moonlight』（2001年、竜ヶ崎刑事）
- 『ブリザードミュージック』（2001年、久慈）
- 『四月になれば彼女は』（2002年、耕平）
- 『賢治島探検記』（2002年） - 日替わりゲスト
- 『裏切り御免!』（2002年、立川迅助）
- 『アローン・アゲイン』（2003年、光男）
- 『ナツヤスミ語辞典』（2003年、ウラシマ・郵便屋）
- 『彗星はいつも一人』（2003年、丹羽先生）
- 『我が名は虹』（2004年、亥三郎）
- 『スキップ』（2004年、新田・まだら髪）
- 『TRUTH』（2005年、隼助）
- 『スケッチブック・ボイジャー』（2005年、カケル） - 畑中智行とダブルキャスト
- 『クロノス』（2005年、藤川）
- 『ミス・ダンデライオン』（2006年、吉沢）
- 『すべての風景の中にあなたがいます』（2009年、加塩）
- 『エンジェルイヤーズストーリー』（2009年、尻屋）

## ナレーション

### テレビCM
- アサヒ本生 アクアブルー
- エスエス製薬 イブクイック頭痛薬
- 花王ソフィーナ HADA・KA
- キヤノン PowerShot
- キヤノン PIXUS
- 小松製作所「心配するシロクマ編」
- JCB
- マスターフーズ　シーバデュオ
- トヨタ　イスト特別仕様車
- TBC
- パナソニック　「次世代育成（夢篇）」
- 任天堂　Wii ドンキーコングリターンズ
- ダイワハウス D-room 「ペットショップ篇」
- 京セラ「KYOCERA THINKING ENERGY」
- リクルート 受験サプリ過去問やり放題篇
- トヨタ オーリス

### 店頭CM
- KIRIN 澄みきり

### ラジオCM
- NTTドコモ らくらくホン「母の携帯電話編」
- DHC
- マツダ
- スバル「レガシィB4」
- トヨタ イスト
- 東芝レグザ
- 東京ガス
- エミレーツ航空
- ビクセン